# Philip Francis Pocock
Philip Francis Pocock (* 2. Juli 1906 in St. Thomas, Ontario, Kanada; † 6. September 1984) war ein kanadischer Geistlicher und römisch-katholischer Erzbischof von Toronto.

## Leben
Philip Francis Pocock studierte Philosophie und Katholische Theologie am Priesterseminar St. Peter in London, Ontario. Er empfing am 14. Juni 1930 das Sakrament der Priesterweihe. 1934 wurde Pocock an der Päpstlichen Universität Heiliger Thomas von Aquin in Rom im Fach Kanonisches Recht promoviert. Anschließend lehrte er Kanonisches Recht und Moraltheologie am Priesterseminar St. Peter in London, Ontario.
Am 7. April 1944 ernannte ihn Papst Pius XII. zum Bischof von Saskatoon. Der Apostolische Delegat in Kanada, Erzbischof Ildebrando Antoniutti, spendete ihm am 29. Juni desselben Jahres die Bischofsweihe; Mitkonsekratoren waren der Bischof von London, John Thomas Kidd, sowie der Bischof von Sault Sainte Marie, Ralph Hubert Dignan.
Papst Pius XII. ernannte ihn am 6. August 1951 zum Titularerzbischof von Aprus und zum Koadjutorerzbischof von Winnipeg. Am 14. Januar 1952 wurde Philip Francis Pocock in Nachfolge des zurückgetretenen Arthur Alfred Sinnott Erzbischof von Winnipeg. Papst Johannes XXIII. bestellte ihn am 18. Februar 1961 zum Koadjutorerzbischof von Toronto und zum Titularerzbischof von Isauropolis. Am 30. März 1971 wurde Pocock in Nachfolge des zurückgetretenen James Charles Kardinal McGuigan Erzbischof von Toronto.
Papst Paul VI. nahm am 27. April 1978 das von Philip Francis Pocock vorgebrachte Rücktrittsgesuch an.
Pocock nahm an allen vier Sitzungsperioden des Zweiten Vatikanischen Konzils teil.